# Pionýr (motocykl)

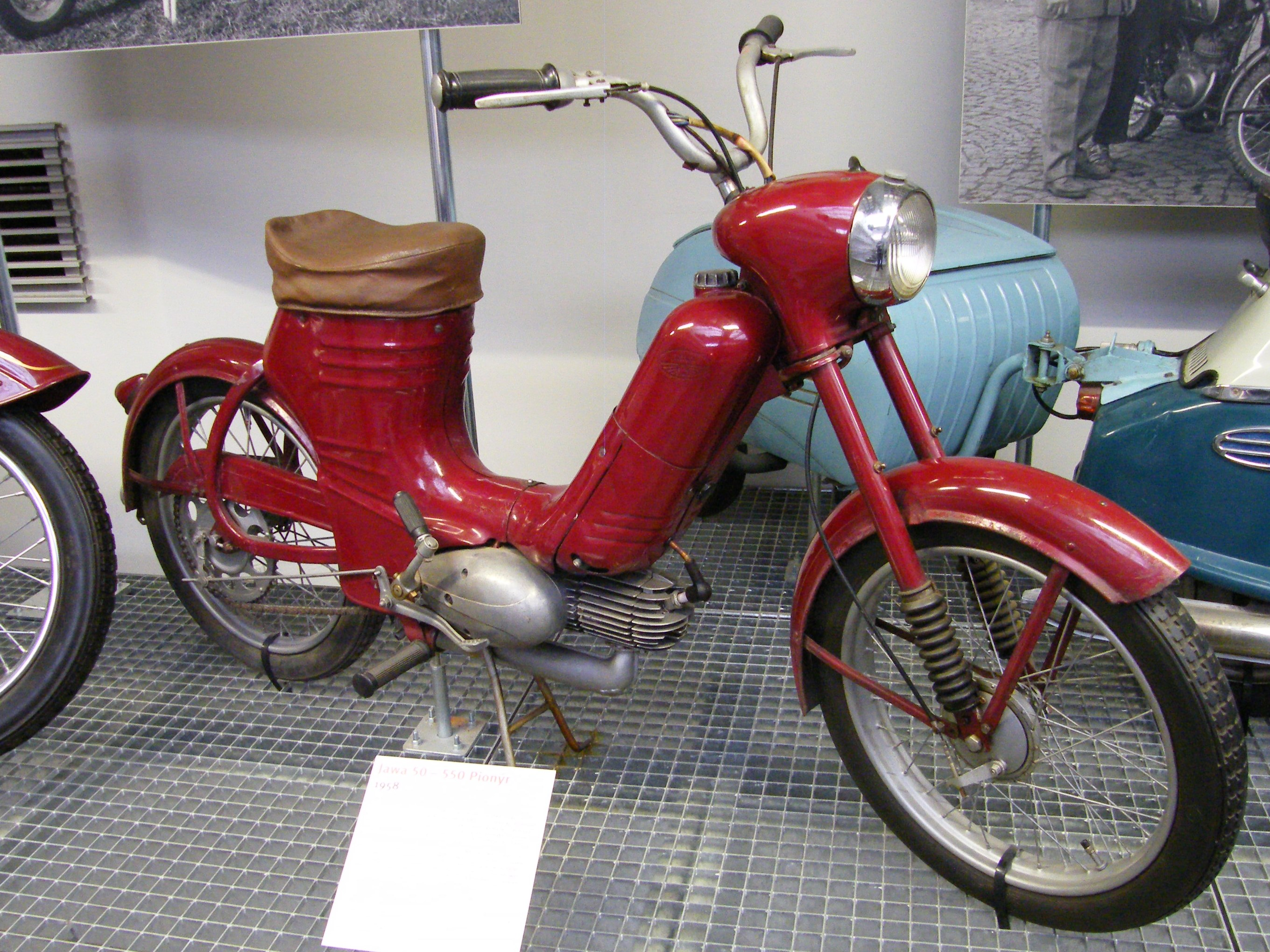
Klasický Pionýr Jawa 50/550 zvaný Pařez

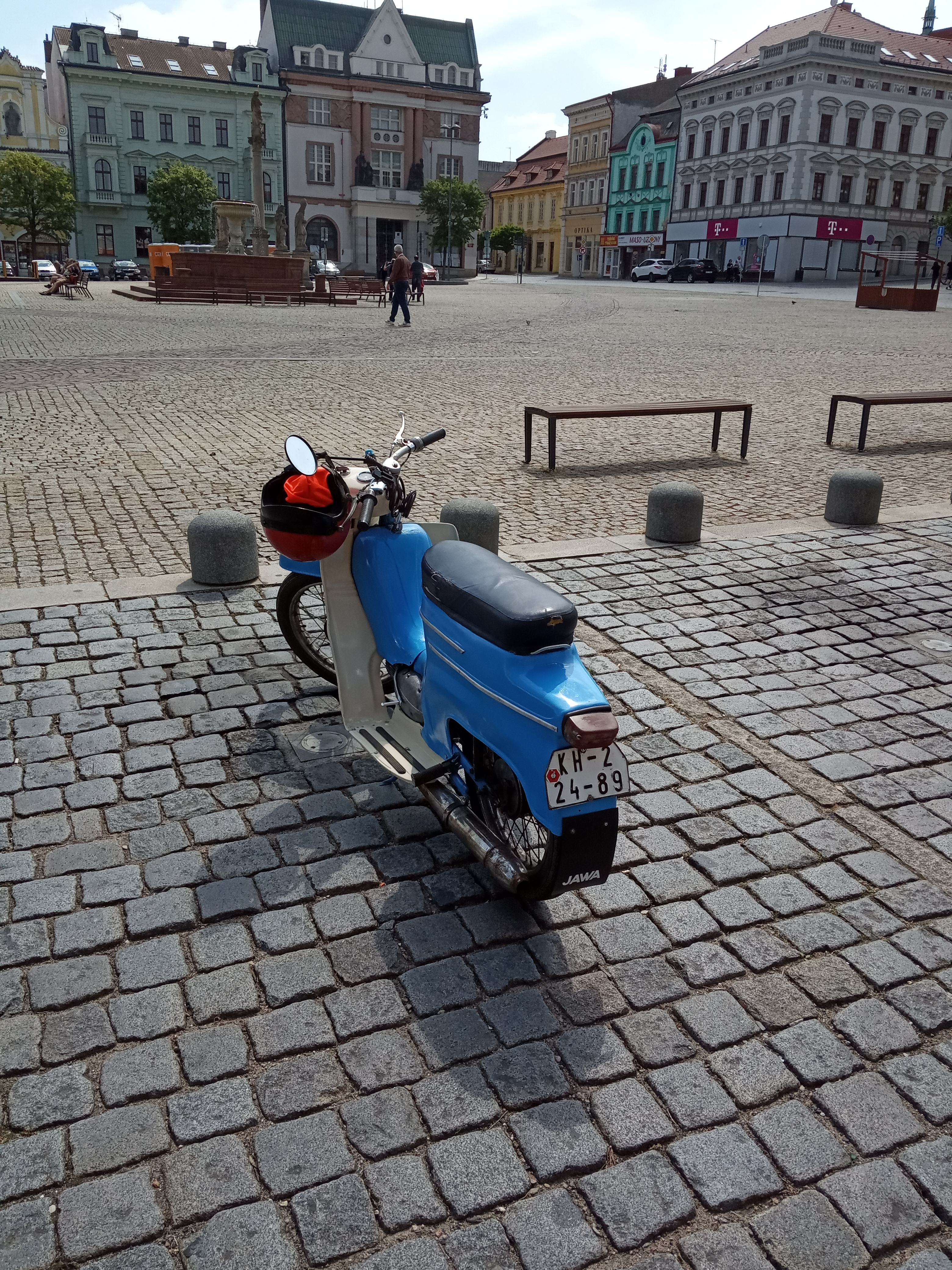
Jawa 20 Pionýr

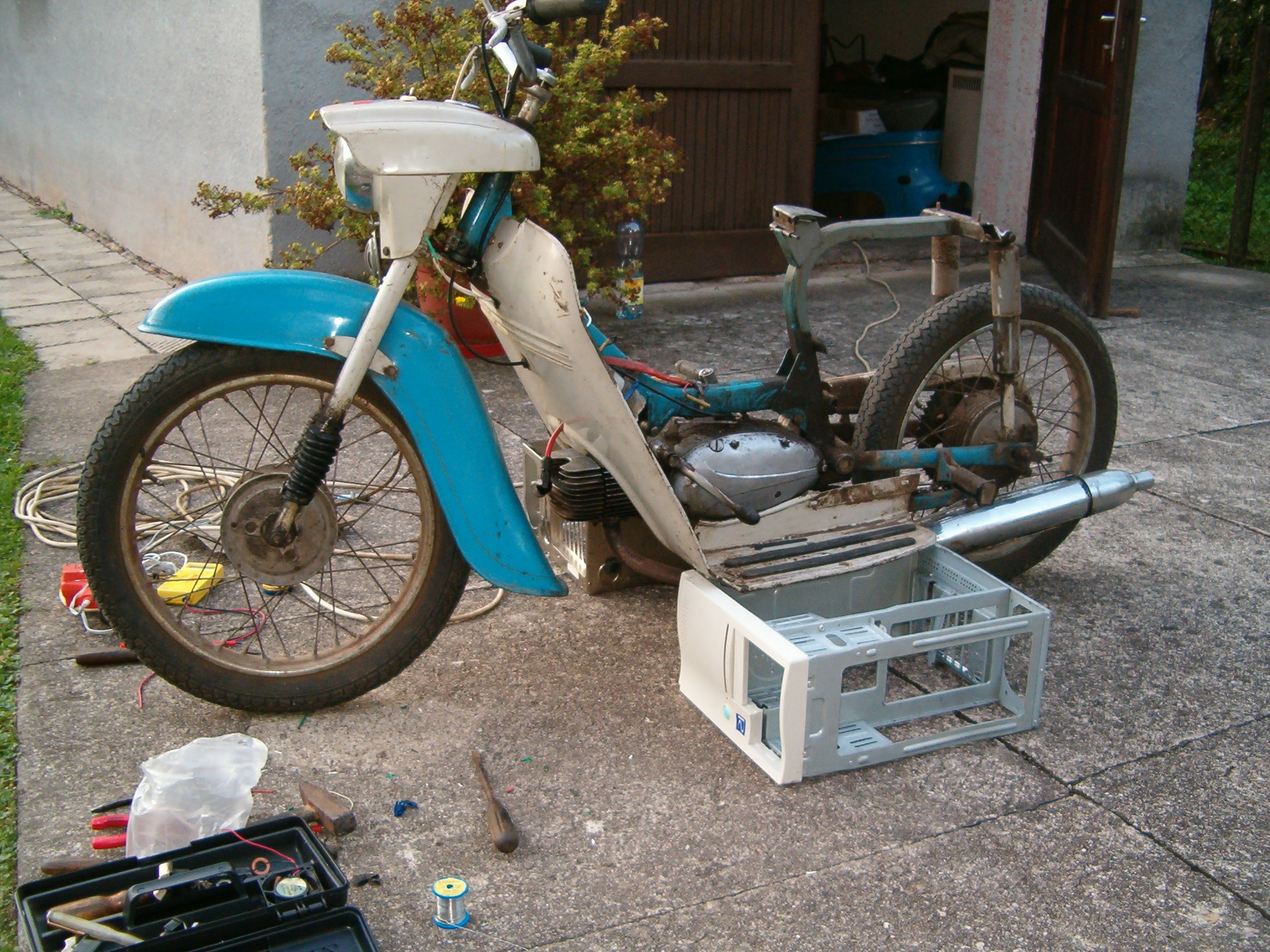
Torzo motocyklu Jawa 20

Jawa Pionýr (hovorově pincek, fichtl, fechtl,) je motocykl, který se v Československu v Považské Bystrici na Slovensku vyráběl od padesátých let do osmdesátých let 20. století
Pohonnou jednotkou starších modelů byl 49,8 cm³ motor, později 49,9 cm³. Pionýr je souhrnné označení pro několik typů tohoto motocyklu. V Československu byl hlavně oblíbený díky své nízké ceně. Byl i exportován skoro do celého světa včetně USA i dalších západních zemí. Exportní typy, které nebyly na domácím trhu k dostání, měly menší rozdíly.[zdroj?]

## Historie
Na základě vládního usnesení ČSSR z roku 1953 byly závody Jawa v Praze pověřeny vývojem jednoduchého dopravního prostředku přístupného nejširším vrstvám lidí. Považské strojírny byly pověřeny jeho výrobou. V červenci 1955 se tak do výroby dostal očekávaný malý motocykl Jawa 550, který se vyráběl do roku 1958. Další typ 555 byl již vyvinut za spolupráce Jawy na Slovensku. V roce 1962 byla v Považských strojírnách zahájena sériová výroba nového motocyklu Jawa 05. První představení veřejnosti proběhlo na čtvrtém mezinárodním veletrhu v Brně. V roce 1965 k základnímu provedení přibyla varianta Jawa 05 Sport. Typ Jawa 05 prodělal zvýšení výkonu motoru a byl přeznačen na Jawa 20 a 21 Sport. Vyráběn byl 14 let. Dohromady bylo vyrobeno kolem jednoho milionu kusů. Výroba těchto dvou typů byla ukončena v roce 1980. Ve snaze rozšířit nabídku a přiblížit vzhled Pionýra větším motocyklům vznikl v roce 1968 typ Jawa 23 Mustang. Ten se odlišoval hlavně svým designem. Výroba tohoto typu byla ukončena v roce 1982, v Považské Bystrici se již malé motocykly dále nevyráběly. Továrna přešla na výrobu mopedů Babetta, které se vyráběly zpočátku souběžně od roku 1970.

## Modely
- 550 Prvním a zároveň nejstarším typem je 550 „pařez“. Vyznačuje se jedním malým sedadlem a úzkým podsedadlovým plechem připomínajícím tvarem pařez.[6]
- 555 Další typ, který má také jedno sedadlo, ale má mnohem širší podsedadlový plech s plechovým nosičem. U těchto dvou typů (550 a 555) se první převodový stupeň řadil dolů.[7]
- 05 Následoval typ 05, který měl jinou karoserii, byl vlastním dílem Považských Strojíren . Hlavní změna byla také dvoumístná sedačka, se zadními stupačkami a výkon zvýšen z 2,2k na 3k. [8]
- 05 Sport V roce 1965 se dostal na trh "sportovnější" model 05, který neměl velké tzv. „revmaplechy“ (kapotáže), měl terénní pneumatiky a menší změny. Neměl nahradit 05.[9]
- 20 Od roku 1967 byl vyráběn další typ. Jeho velkou inovací byl rekonstruovaná převodovka, vypínání spojky a motor; zvýšen výkon z 3k na 3,5k. Spolu s 21 Sport nahradili 05 a 05 Sport.[10]
- 21 Sport Byl inovovaný model, určený hlavně pro mladší hlavně sportovně založené. Měl stejné pérování jako Jawa 05 a patrně změněnou konstrukci.[11]Měl široká řídítka opatřená rychlopalem.
- 23 Lidem i obchodně nazývaný Mustang. Měl úplně změněnou karoserii, tudíž vypadal jako silniční motorka, na rozdíl od svých "skútrových" předchůdců. Jinak motor a skoro všechny součástky zůstaly stejné.[12]

## Informace

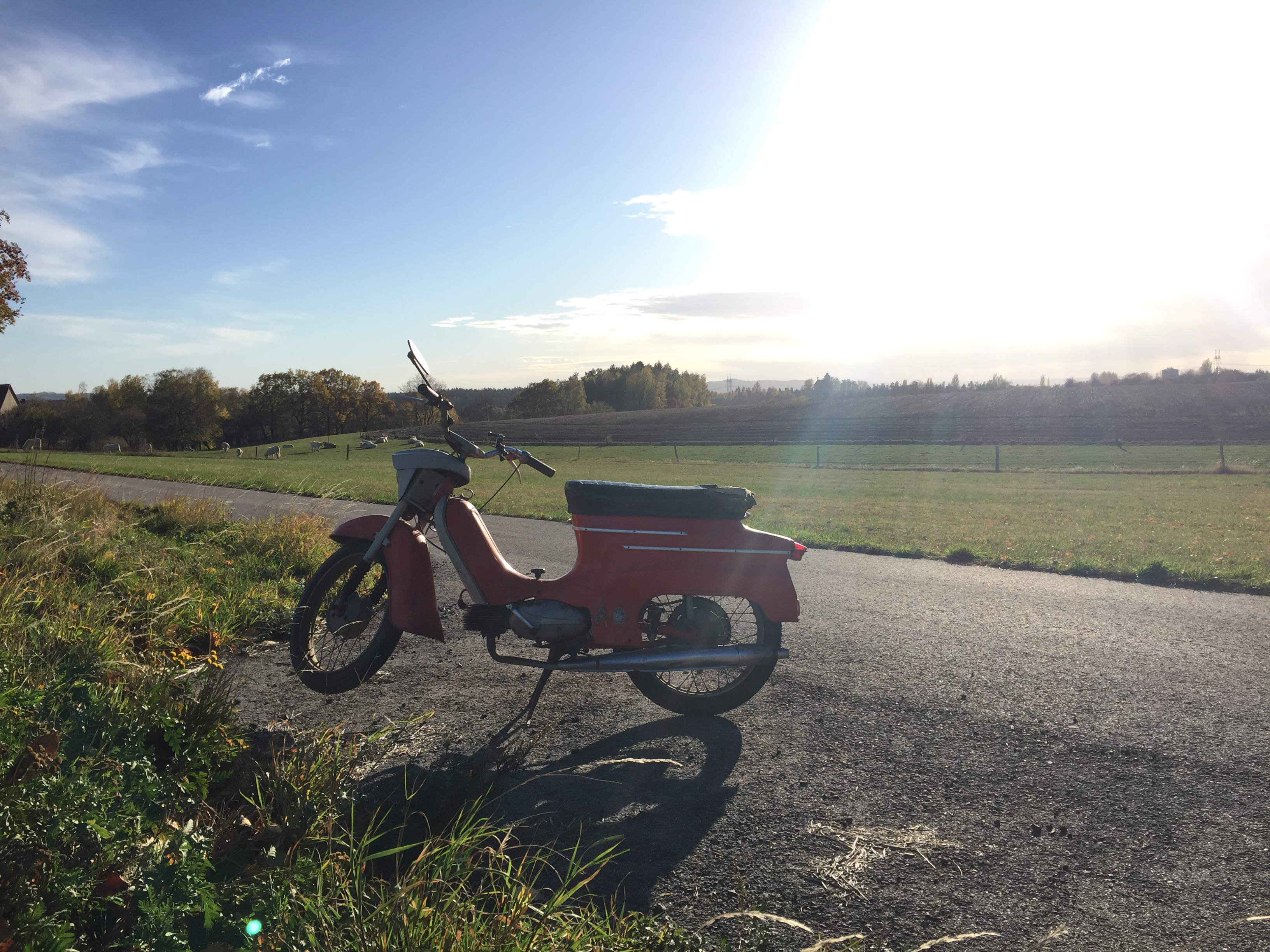
Jawa 21 Sport

Na Pionýr je zapotřebí řidičské oprávnění skupiny A1 (od 16 let), jelikož kvůli maximální rychlosti nespadá do kategorie AM.
Pionýry mají třístupňovou převodovku a mezi každým stupněm je neutrál. Ale na rozdíl od většiny motorek je řazení obrácené; 1. stupeň nahoru, zbylé dolů.
Motory v Pionýrech jsou vzduchem chlazené dvoutaktní jednoválce.
Cestovní rychlost je cca 65 km/h, upravený Pionýr je schopen vyvinout rychlost až 80 km/h.

## Výroba

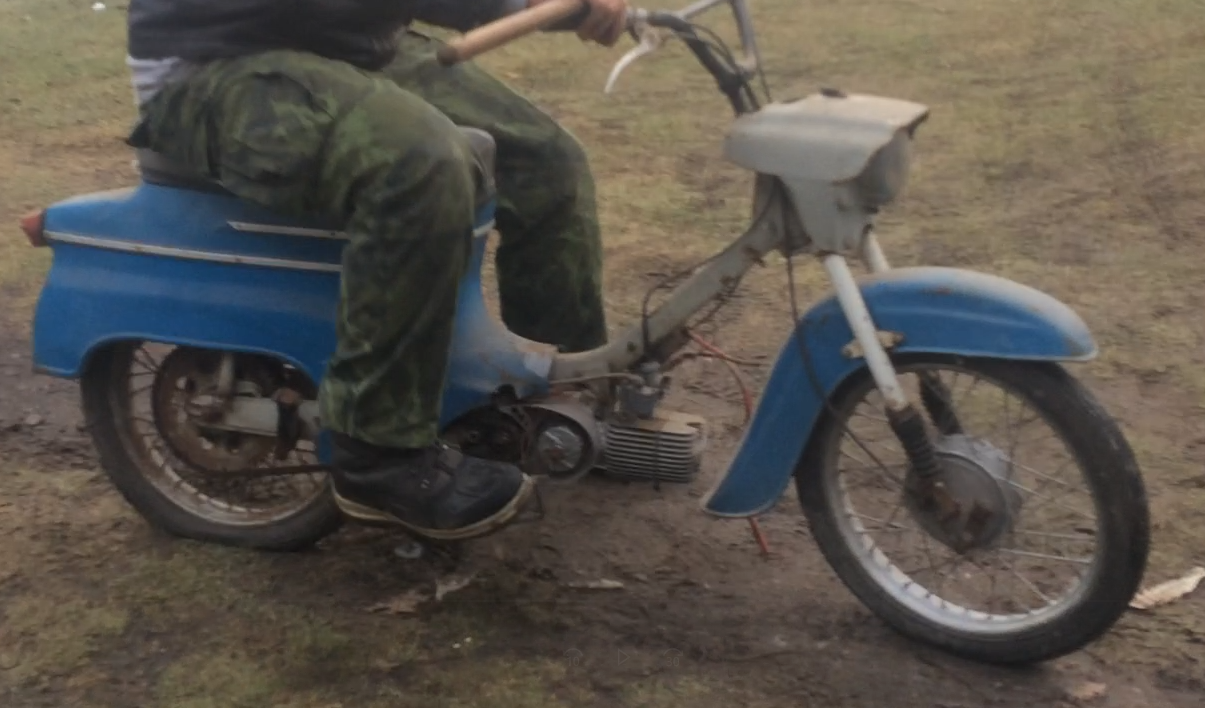
Nepojízdná a rozebraná Jawa 50/20

## Výroba[13]
| 1955 | >3556 ks  | 1969  | 47 483 ks  |
| 1956 | 30 456 ks | 1970  | 74 433 ks  |
| 1957 | 47 016 ks | 1971  | 73 322 ks  |
| 1958 | 63 304 ks | 1972  | 59 668 ks  |
| 1959 | 63 682 ks | 1973> | 73 560 ks  |
| 1960 | 76 000 ks | 1974  | 78 497 ks  |
| 1961 | 85 094 ks | 1975  | 79 425 ks  |
| 1962 | 77 268 ks | 1976  | 78 025 ks  |
| 1963 | 37 651 ks | 1977  | 80 395 ks  |
| 1964 | 45 660 ks | 1978  | 73 680 ks  |
| 1965 | 59 810 ks | 1979  | 78 379 ks  |
| 1966 | 62 231 ks | 1980  | 67 844 ks  |
| 1967 | 63 486 ks | 1981  | >49 385 ks |
| 1968 | 46 452 ks | 1982  | 27 271 ks  |

| typ | rok       | kusů    |
| --- | --------- | ------- |
| 550 | 1955-1958 | 106 111 |
| 555 | 1958-1962 | 327 323 |
| 05  | 1962-1966 | 115 214 |
| 20  | 1966-1980 | 490 826 |
| 21  | 1967-1978 | 114 994 |
| 23  | 1968-1982 | 448 565 |